# Kasesjön, Dalsland
Kasesjön är en sjö i Munkedals kommun i Dalsland och ingår i Örekilsälvens huvudavrinningsområde. Sjön är 4,1 meter djup, har en yta på 0,047 kvadratkilometer och är belägen 118 meter över havet.